# À la poursuite de Ricky Baker
Pour plus de détails, voir Fiche technique et Distribution.
À la poursuite de Ricky Baker (Hunt for the Wilderpeople) est un film d'aventures néo-zélandais écrit et réalisé par Taika Waititi, sorti en 2016. Il s'agit d'une adaptation du roman Wild Pork and Watercress de Barry Crump.

## Synopsis
Abandonné par sa mère, trimballé de foyer en foyer, Ricky Baker, un jeune délinquant, est placé par les services sociaux dans une famille d'accueil, des fermiers sans enfants, les Faulkner. Ricky sympathise avec « tante » Bella, une femme aimante qui lui offre notamment un chien pour ses 13 ans qu'il nomme Tupac en référence à son idole, le rappeur Tupac Shakur ou qui lui apprend à chasser, mais il n'a aucun rapport amical avec son mari, Hec, un homme solitaire et acariâtre. 
Lorsque Bella décède subitement, Ricky feint sa propre mort en brûlant une grange et s'enfuit avec son chien dans le bush. Perdu et incapable de se débrouiller seul, il est retrouvé par Hec mais ce dernier se brise la cheville dans une chute. Le vieil homme et l'adolescent rebelle vont devoir faire équipe pour fuir les services sociaux et la police qui recherchent activement Ricky, craignant qu'il ait été enlevé par Hec...

## Fiche technique
- Titre original : Hunt for the Wilderpeople
- Titre français : À la poursuite de Ricky Baker
- Réalisation et scénario : Taika Waititi, d'après le roman Wild Pork and Watercress de Barry Crump
- Montage : Luke Haigh, Tom Eagles et Yana Gorskaya
- Musique : Lukasz Buda, Samuel Scott et Conrad Wedde
- Photographie : Lachlan Milne
- Production : Carthew Neal, Matt Noonan, Leanne Saunders et Taika Waititi
- Sociétés de production : Defender Films et Piki Films Curious
- Sociétés de distribution : Piki Films (Nouvelle-Zélande) ; Madman Entertainment (Australie) ; The Orchard (USA), Vertigo Films (Royaume-Uni) ; Synergy Films (France)
- Pays de production :  Nouvelle-Zélande
- Langue originale : anglais
- Format : couleur
- Genre : aventures
- Durée : 101 minutes
- Dates de sortie :
  -  États-Unis : 22 janvier 2016 Festival du film de Sundance)
  -  Nouvelle-Zélande : 31 mars 2016
  -  France : 5 juin 2018 (DVD)

## Distribution
- Sam Neill : "Oncle" Hec Faulkner
- Julian Dennison : Ricky Baker
- Rima Te Wiata : "tante" Bella
- Rachel House : Paula, l'assistance sociale
- Rhys Darby : Psycho Sam
- Oscar Kightley : Andy, le policier
- Tioreore Ngatai-Melbourne : Kahu
- Troy Kingi : TK
- Cohen Holloway : Hugh
- Stan Walker : Ron
- Mike Minogue : Joe
- Hamish Parkinson : Gavin
- Taika Waititi : le pasteur